# جولیان رایند-تات
جولیان رایند-تات (انگلیسی: Julian Rhind-Tutt؛ زادهٔ ۲۰ ژوئیهٔ ۱۹۶۸) هنرپیشه اهل انگلستان است.
از فیلم‌ها یا برنامه‌های تلویزیونی که وی در آن نقش داشته‌است، می‌توان به ناتینگ هیل، فردا هرگز نمی‌میرد، گرد ستاره، گامبیت، لارا کرافت: مهاجم مقبره، جنون شاه جرج، بینوایان، والاحضرت، شتاب، میراندا، قبیله، خانه وارونه، ساعت، برای کشتن یک پادشاه، سنگر و لوسی اشاره کرد.